# اولگ بلوخین
اولگ ولادیمیرویچ بلوخین (اوکراینی: Оле́г Володи́мирович Блохі́н؛ زاده ۵ نوامبر ۱۹۵۲) یک بازیکن فوتبال، و مربی (ورزش) اهل اوکراین است.